# Красноураљск
Красноураљск (рус. Красноуральск) град је у Русији у Свердловској области. Према попису становништва из 2010. у граду је живело 27257 становника.

## Становништво
| 1939.  | 1959.  | 1970.  | 1979.  | 1989.  | 2002.  | 2010.  |
| ------ | ------ | ------ | ------ | ------ | ------ | ------ |
| 35.824 | 39.245 | 39.743 | 38.235 | 35.284 | 28.961 | 27.257 |